# Tyson Garnham
Tyson Garnham (1988) è un giocatore di football americano australiano, che gioca come wide receiver per gli Western Crusaders.